# Latte macchiato

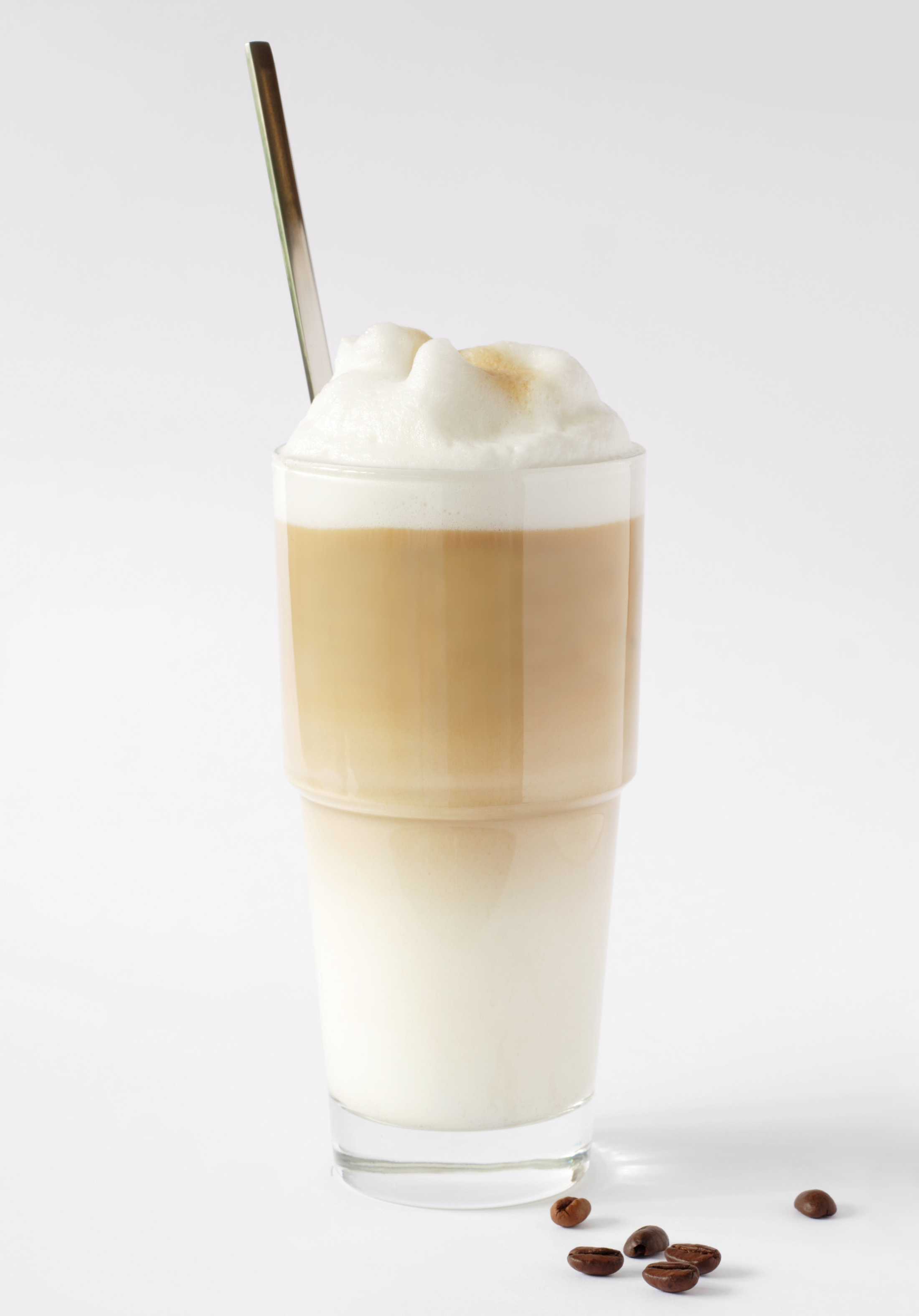
Latte macchiato

Latte macchiato (z wł. „splamione mleko”) – napój mleczny powstały przez powolne (delikatnie, po ściance) dolanie kawy espresso do gorącego mleka, pokrytego warstwą mlecznej piany.
Prawidłowo przygotowane latte macchiato powinno mieć trzy warstwy: na dole mleko, pośrodku espresso, na górze piana. Podawana jest w przezroczystej szklance z grubymi ściankami o pojemności 300 ml. Podawana z długą łyżką umożliwiającą zamieszanie napoju. Latte macchiato można dekorować kakao, cynamonem itp. Można także dodawać syropy smakowe, tworząc całą gamę nowych smaków.
Latte macchiato często bywa mylone z caffè latte, w której do espresso dolewa się gorącego, spienionego mleka.